# Šúrovce
Šúrovce (allemand : Schur ) est un village de Slovaquie situé dans la région de Trnava.

## Histoire
Première mention écrite du village en 1291.

## Démographie

### Évolution de la population
| Année:               | 1994. | 2004.   | 2014.   | 2024.   |
| -------------------- | ----- | ------- | ------- | ------- |
| Nombre de personnes: | 2163  | 2213    | 2329    | 2245    |
| Différence:          |       | +2,31 % | +5,24 % | -3,60 % |

| Année:               | 2023. | 2024.   |
| -------------------- | ----- | ------- |
| Nombre de personnes: | 2225  | 2245    |
| Différence:          |       | +0,89 % |